# Charlotte Olivier
Pour les articles homonymes, voir Olivier (homonymie).
Charlotte Olivier, née le 21 octobre 1864 à Saint-Pétersbourg (Empire russe) et morte le 8 juin 1945 au Mont-sur-Lausanne (canton de Vaud), est une médecin suisse d'origine prussienne. Elle a sensiblement développé la lutte contre la tuberculose dans le canton de Vaud, autant du point de vue médical que politique et juridique.

## Biographie
Née Charlotte von Mayer, elle est la fille de Karl von Mayer, médecin originaire de Breslau, et de Charlotte Müller.
Elle fait des études de soins infirmiers à Saint-Pétersbourg, où sa famille s'est installée, puis des études de médecine à Lausanne ; elle y obtient son doctorat en 1897, puis fait son internat en chirurgie dans le service de César Roux entre 1897 et 1898. Ensuite, Charlotte Olivier crée et dirige une petite clinique chirurgicale en Russie avant de revenir en Suisse. Elle épouse en 1901 Eugène Olivier, médecin originaire d'Eysins, de La Sarraz et du Mont-sur-Lausanne. Ils s'installent comme médecins à Trélex avant qu'Eugène Olivier souffre de tuberculose et soit traité dans un sanatorium de Leysin,,.

### Lutte contre la tuberculose
Charlotte Olivier réalise que l'apparition et le développement de la tuberculose dans la population sont influencés par les conditions d'hygiène et de logement et dépendent du niveau d'éducation. Elle s'engage donc dans une action interdisciplinaire afin d'influencer ce cadre de vie.

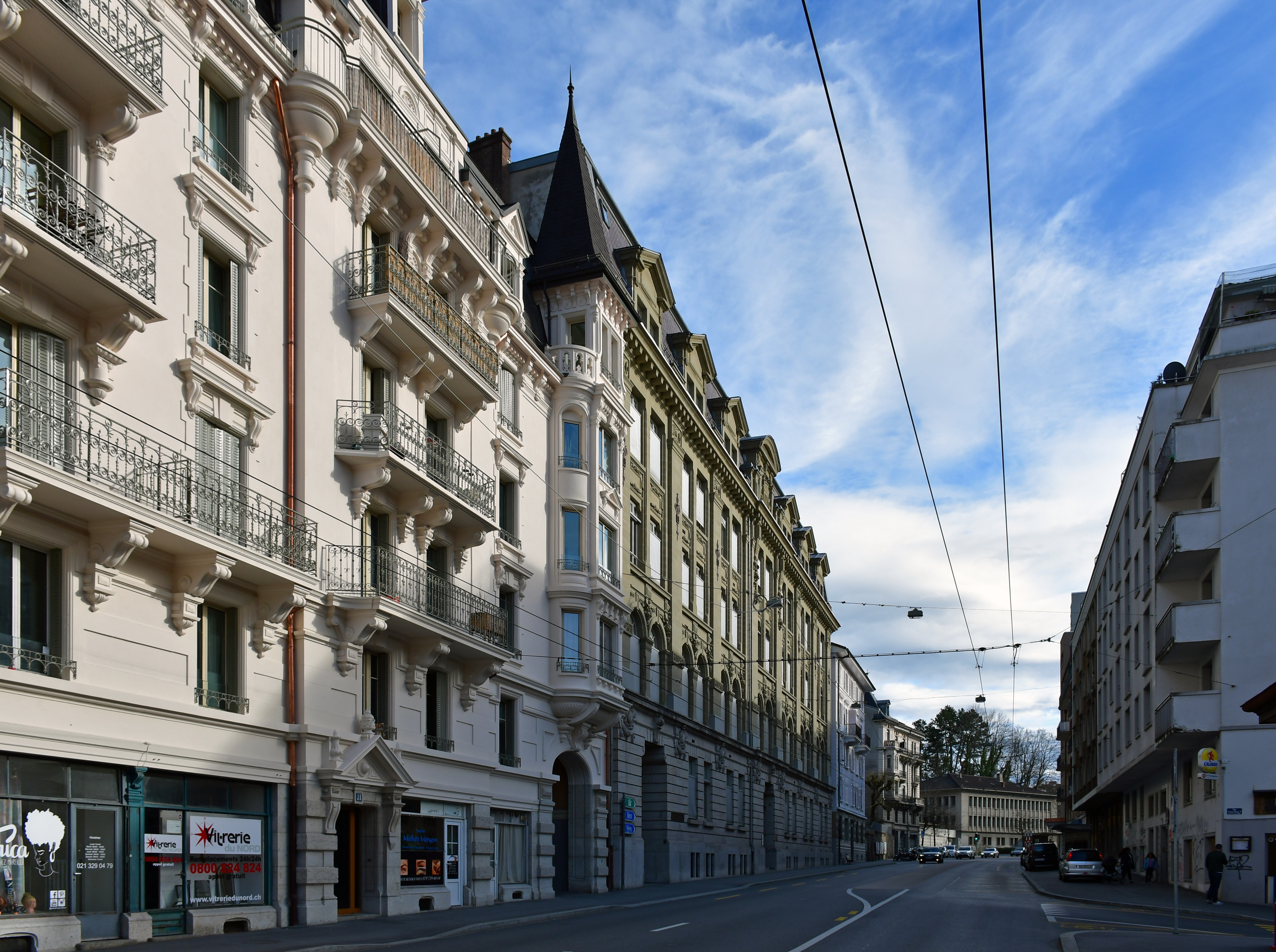
Au centre de la photo, le bâtiment de la policlinique, dans lequel se trouvait le dispensaire antituberculeux de Lausanne.

Elle est nommée médecin responsable du dispensaire antituberculeux de Lausanne, au sein de la Policlinique universitaire en juillet 1911. Elle entreprend de perfectionner la formation des professionnel(le)s de la santé, sollicite des subventions fédérales, intervient sur le plan politique et s'attaque à une révision du cadre juridique, instaurant ainsi une pratique de santé publique plus efficace dans le domaine de la lutte contre cette infection. Les consultations du dispensaire sont gratuites ; il est surtout fréquenté par des gens pauvres.
Membre de la Ligue vaudoise contre la tuberculose et de l'Union des femmes de Lausanne, elle sensibilise en particulier les femmes, qu'elle informe et soutient afin de freiner l'épidémie. Elle recrute des femmes bénévoles et forme des infirmières visiteuses qui occupent une position stratégique de relais entre l'État et les familles ou les individus et qui agissent au sein même des foyers en cumulant les tâches de prévention, d'éducation populaire, d'aide sociale et d'enquête ; elles s'occupent également de la surveillance des enfants dans les écoles (hygiène, dents, ouïe, vue), le service médical scolaire ne s'étant pas encore généralisé. Charlotte Olivier contribue ainsi à la reconnaissance de la profession d'infirmière en hygiène sociale. Elle crée en outre avec son mari, avec l'appui du syndic de Lausanne, André Schnetzler, la cure d'air de Sauvabelin, qu'elle dirige entre 1911 et 1931 ; il s'agit d'une station forestière dépendant de la Policlinique universitaire, permettant aux malades de bénéficier de « cures d'air », prônées à cette époque pour le traitement des tuberculeux.
Grâce à ses actions, la Ligue vaudoise contre la tuberculose voit ses membres passer de 200 en 1911 à 9 000 en 1913. En 1922, la confédération accorde une première subvention fédérale d'un million de francs pour lutter contre la tuberculose et en 1928 est promulguée la première loi fédérale de lutte contre la tuberculose. En outre, l'enquête directe que Charlotte Olivier mène dans les foyers d'accueil aboutira en 1916 à l'adoption d'une loi cantonale sur la protection des enfants placés.
Elle quitte la direction du dispensaire antituberculeux de Lausanne en 1925, lors du départ à la retraite du directeur de la policlinique, le Dr Paul Demiéville. Elle est remplacée par la Dr Marguerite Ecoffey. Elle devient médecin-conseil de la Ligue vaudoise contre la tuberculose en 1931, poste qu'elle conservera jusqu'en 1942,,,.